# 佩琴加區

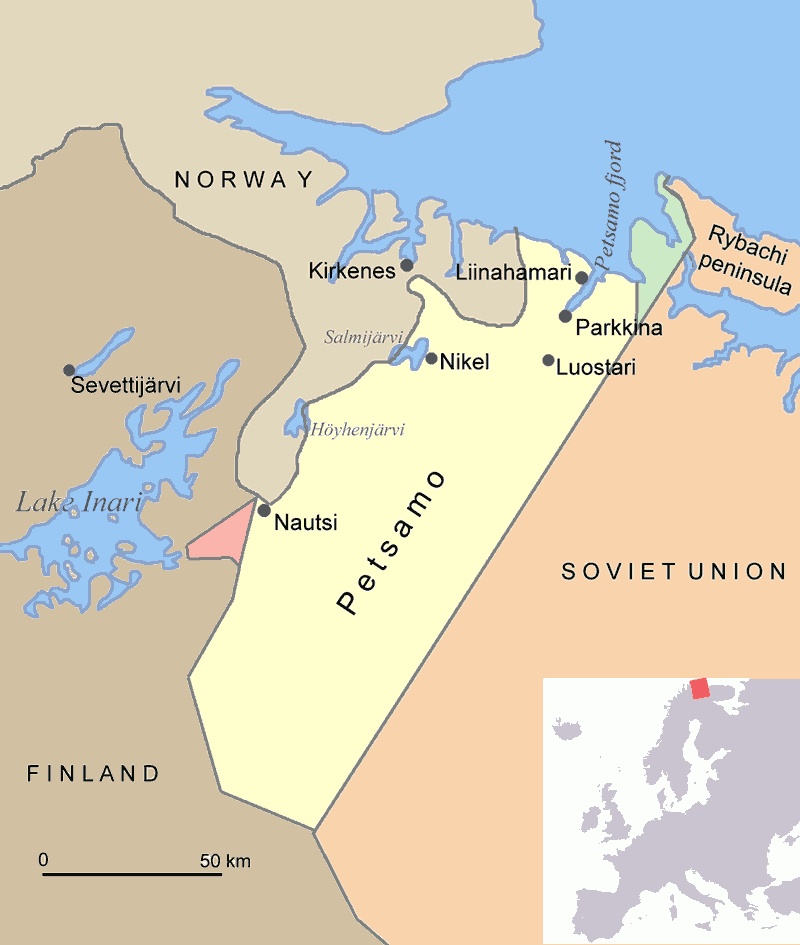
佩琴加區的雷巴奇半島（即地圖上綠色地區）原來屬於芬蘭，第二次世界大戰時的冬季战争後割讓與蘇聯。紅色地區為雷亞科斯基，1947年售與蘇聯。

佩琴加區（俄語：Пе́ченгский райо́н），又譯帕钦加地区，是俄羅斯的一個地區，位於俄國與芬蘭邊境的摩爾曼斯克州六個区之一，位於佩琴加河沿岸。1970年代前蘇聯鑽外號「地獄入口」的世界上第一个深部实验室，就在本區。洞深超过7英里（约12.2公里），是現時《健力士世界紀錄大全》最深的人工洞。

## 外部連結
- Official website of Pechengsky District （页面存档备份，存于） （俄文）
- Unofficial website of Pechengsky District （页面存档备份，存于） （俄文）
- News of Pechengsky District （俄文）
- SIIDA. From Petsamo to Inari (Skolt Sámi history)